# Michel Leroy
Pour les articles homonymes, voir Leroy (patronyme).
Michel Leroy (né le 2 juin 1931 à Sivry, Belgique et mort le 15 mai 2003 à Juan-les-Pins, Alpes-Maritimes) est un réalisateur franco-belge.

## Biographie
Ancien élève de l'IDHEC (neuvième promotion), Michel Leroy fut également enseignant à l'ESRA.

## Filmographie

### Réalisateur
- 1974 : Les borgnes sont rois (court métrage)
- 1988 : La Panne, épisode de la série télévisée Sueurs froides, 28 mai 1988

### Assistant réalisateur
- 1962 : Snobs ! de Jean-Pierre Mocky
- 1967 : Le Grand Meaulnes de Jean-Gabriel Albicocco
- 1969 :  Le Grand Amour de Pierre Étaix
- 1970 : Le Cœur fou de Jean-Gabriel Albicocco
- 1970 : Qui ? de Léonard Keigel
- 1972 : La Mandarine d'Édouard Molinaro
- 1973 : Le Gang des otages d'Édouard Molinaro
- 1974 : Piaf de Guy Casaril
- 1974 : Les Bidasses s'en vont en guerre de Claude Zidi
- 1975 : Calmos de Bertrand Blier
- 1977 : La Nuit de Saint-Germain-des-Prés de Bob Swaim
- 1978 : La Raison d'État d'André Cayatte
- 1979 : Cause toujours... tu m'intéresses ! d'Édouard Molinaro
- 1981 : La Soupe aux choux de Jean Girault
- 1988 : Le Chat et la Souris, épisode de la série télévisée Sueurs froides, 6 février 1988
- 1988 : Un coupable de Roger Hanin (téléfilm)
- 1995 : Marie de Nazareth, de Jean Delannoy

### Monteur
- 1961 : Les Vierges de Rome (Le vergini di Roma) de Carlo Ludovico Bragaglia et Vittorio Cottafavi